# Klášter Sauvoir-sous-Laon
Klášter Sauvoir-sous-Laon (francouzsky Abbaye du Sauvoir-sous-Laon) býval cisterciácký klášter na území diecéze Laon.

## Historie
Klášter byl založen roku 1220 či 1228 biskupem Anselmem či snad roku 1239. Velké škody utrpěl během Stoleté války a v letech 1464–1470 za abatyše Kateřiny z Cordes došlo k opravám. V letech 1541–1556 proběhla rekonstrukce kostela a části budov. Během Velké francouzské revoluce došlo k zániku kláštera.
Z opatství se zachoval náhrobek abatyše Johany Flanderské, aktuálně umístěný v laonském kostele sv. Martina. Roku 1904 byl zařazen do seznamu jako Monument historique.